# Female Trouble
Female Trouble è un film del 1974 diretto da John Waters.

## Trama
Dawn Davenport è un'adolescente piena di rabbia che scappa di casa e rimane incinta dopo aver fatto sesso con Earl Peterson, un automobilista che le ha dato un passaggio. Abbandonata dall'uomo, partorisce e si ritrova a dover mantenere da sola la figlia Taffy, che tormenta con infinite angherie. Dopo aver fatto mille mestieri, fra cui la prostituta e la ladra, sposa  Gater Nelson, il suo parrucchiere. Ma il matrimonio fallisce e Dawn viene sfigurata da Ida, zia di Gater, che le deturpa il viso con l'acido accusandola di aver fatto scappare l'uomo. Per vendetta, Dawn rapisce Ida con la complicità di Donald e Donna Dasher, i padroni del salone in cui lavora Gater. I due propongono a Dawn di fare da modella per i loro servizi fotografici, con l'obiettivo di dimostrare che "il crimine e la bellezza sono la stessa cosa": la vogliono infatti fotografare nell'atto di commettere veri e propri delitti, con la promessa di renderla famosa. Dawn accetta. Nel frattempo Taffy è diventata adolescente ed è in profondo conflitto con la madre. Taffy riesce a rintracciare il padre, ma quando questi la aggredisce, lei lo uccide. Si unisce poi agli Hare Krishna. Disgustata dalla scelta della figlia, Dawn la strangola. Poi spara sulla folla di un nightclub dove lei stessa si esibisce; poi scappa, ma viene arrestata. Anche i coniugi Dasher vengono denunciati come complici dei crimini di Dawn, ma addossano ogni colpa sulla donna e corrompono Ida perché testimoni in loro favore. Dawn viene giudicata colpevole e giustiziata sulla sedia elettrica. Prima di morire, Dawn ringrazia i suoi fan.